# Der tolle Mr. Flim-Flam
Der tolle Mr. Flim-Flam (Originaltitel: The Flim-Flam Man) ist eine US-amerikanische Filmkomödie des Regisseurs Irvin Kershner aus dem Jahr 1967.

## Handlung
Der auch als „Mister Flim-Flam“ bekannte Mordecai Jones ist ein gewiefter aber alternder Trickbetrüger, in dessen Trickkiste sich nicht nur gezinkte Spielkarten befinden. Auf seiner Flucht vor der Polizei trifft er auf den jungen Farmerssohn Curley, der aus der United States Army desertiert ist. Vom Schicksal zusammengeführt setzen sie ihre Flucht gemeinsam fort, und Curley wird von Jones zum Komplizen seiner Betrügereien gemacht.
Curley wirft derweil ein Auge auf die Farmerstochter Bonnie Lee Packard, allerdings stiehlt Jones wenig später deren Auto. Aller Gefahr zum Trotz trifft sich Curley mit Bonnie Lee, in die er sich verliebt hat. Als Jones im Gefängnis landet, findet Curley eine Lösung, durch die dieser entkommen kann. Er selbst stellt sich, da er nicht weiter fliehen, sondern nach dem Verbüßen seiner Strafe mit Bonnie Lee zusammen sein kann.

## Synchronisation
Die Synchronarbeiten übernahm die Berliner Synchron GmbH nach einem Dialogbuch und der Dialogregie von Franz Otto Krüger, der auch eine Sprechrolle im Film hat.
| Rolle                | Schauspieler     | Synchronsprecher        |
| -------------------- | ---------------- | ----------------------- |
| Bonnie Lee Packard   | Sue Lyon         | Traudel Haas            |
| Curley               | Michael Sarrazin | Jürgen Clausen          |
| Jarvis Bates         | Slim Pickens     | Benno Hoffmann          |
| Lovick               | Strother Martin  | Hans Hessling           |
| Mordecai Jones       | George C. Scott  | Arnold Marquis          |
| Mr. Packard          | Jack Albertson   | Hans Wiegner            |
| Sheriff Blade        | Harry Morgan     | Friedrich W. Bauschulte |
| Super Market Manager | Woodrow Parfrey  | Franz Otto Krüger       |

## Produktion
Der Film wurde an Originalschauplätzen in Kentucky gedreht. Er wurde für Twentieth Century Fox zu einem finanziellen Flop und spielte nur knapp über die Hälfte der Produktionskosten wieder ein.

## Kritik
„Eine frisch und einfallsreich inszenierte Gaunerkomödie, angesiedelt vor der reizvoll einbezogenen Landschaft der amerikanischen Südstaaten. Die Übertreibungen und Überspitzungen verlieren gegen Ende, dafür wandelt sich der Film zum lupenreinen Gangsterfilm.“

## Auszeichnungen
- 1968: Writers-Guild-of-America-Award-Nominierung in der Kategorie Best Written American Comedy für William Rose